# Cleora tamsi
Cleora tamsi là một loài bướm đêm trong họ Geometridae.